# Aimulosia palliolata
Aimulosia palliolata är en mossdjursart som först beskrevs av Canu och Bassler 1928.  Aimulosia palliolata ingår i släktet Aimulosia och familjen Buffonellodidae.
Artens utbredningsområde är Mexikanska golfen. Inga underarter finns listade i Catalogue of Life.